# 業務上過失致死傷罪
業務上過失致死傷罪（ぎょうむじょうかしつちししょうざい）とは、日本の刑法に規定された犯罪であり、業務上過失致死罪（ぎょうむじょうかしつちしざい）と業務上過失傷害罪（ぎょうむじょうかしつしょうがいざい）の総称である。
刑法の過失致死傷罪の特別類型の一つであり、他の類型には、重過失による場合の重過失致死傷罪（じゅうかしつちししょうざい）がある。こちらも本項目で取り扱う。またさらに、他の類型として、自動車の運転により人を死傷させる行為等の処罰に関する法律の「過失運転致死傷罪」がある。改正前の刑法第211条第2項に自動車運転過失致死傷罪として規定されていたものである（#交通事犯の特則）。
刑法第211条に併せて規定されていることから、講学上、業務上過失致死傷罪と重過失致死傷罪を併せて、業務上過失致死傷等罪（ぎょうむじょうかしつちししょうとうざい）と呼ぶこともある。

## 犯罪類型
業務上過失致死罪は、業務上必要な注意を怠り、よって人を死亡させる犯罪をいう。業務上過失傷害罪は、業務上必要な注意を怠り、よって人を傷害する犯罪をいう。「業過致死」（ぎょうか - ）、「業過致傷」などと略される。どちらも刑法第211条前段に規定されている。
なお、自動車を運転して必要な注意を怠り、よって人を死傷させた場合には、自動車の運転により人を死傷させる行為等の処罰に関する法律の「過失運転致死傷罪」が適用される。また、第211条後段に定められる「重大な過失により人を死傷させる」犯罪は重過失致死傷罪と言う。これらは業務上過失致死傷罪とは別の犯罪類型であり、後者は本項で記述する。

## 概要

### 業務上の過失
日常用語における「業務」とはいわゆる「職業として継続して行われる仕事」の事を指すが、本罪の要件たる「業務」はこれと異なる。厳密な定義には争いがあるが、本罪にいう「業務」は、社会生活上の地位に基づき反復継続して行う行為であって、生命身体に危険を生じ得るものをいう（最判昭和33年4月18日刑集12巻6号1090頁）。
したがって、自動車運転過失致死傷罪の新設前は、自動車事故で人を死傷させると、業務上過失致死罪や業務上過失傷害罪が成立した（実際上、業過事件のほとんどが自動車事故であった）。すなわち、自動車の運転は反復継続性があり、また他人に危害を与える可能性があるものであるから、私用による運転であっても業務に当たるのである。
日常用語にいう「業務」と業務上過失致死傷罪にいう「業務」とが一致する分野もある。代表的なものは医療過誤による業務上過失致死傷罪である。医師の医療行為は、医師という社会生活上の地位に基づいて継続反復して行われるものであり、その過誤によっては患者の生命身体に危険を生じるものだからである。
なお、本罪にいう「業務」は適法である必要はない。自動車運転免許証の一時停止処分を受け、法定の運転資格がない場合でも業務に当たるとした判例がある（最決昭和32年4月11日刑集11巻4号1360頁）。

### 因果関係
本罪が成立するためには、業務上の過失のほかに、構成要件として「その過失がなければ死傷するはずがなかった」という因果関係が認められることが必要である。
例えば、医療過誤で患者が死亡した場合、たとえ医師に過失があったとしても、過失とは無関係の段階で救命可能性が低かった（適切な処置が行われたとしても死亡する可能性が高かった）と判断されれば、構成要件を満たさないため、本罪の適用を受けない。

### 法定刑
5年以下の拘禁刑又は100万円以下の罰金。
1968年までは自由刑の上限は3年であったが、交通戦争とまで呼ばれた交通死亡事故の急増を受けて、同年、昭和43年法律第61号により、5年に引き上げられた。
また、罰金刑の上限は50万円であったが、その後、これを100万円に引き上げる案が出された。これを受けて、刑法及び刑事訴訟法の一部を改正する法律（平成18年法律第36号）により上限が100万円に引き上げられた。この改正は平成18年5月28日に施行された。

### 加重の理由
日本の刑法では、通常の過失致死罪は「50万円以下の罰金」、過失傷害罪は「30万円以下の罰金又は科料」に対し、業務上過失致死傷罪は「5年以下の拘禁刑又は100万円以下の罰金」と、通常のものよりも重い刑が定められている（自動車による類型については後述#交通事犯の特則を参照）。
業務上の過失犯がなぜ通常の過失犯より重く処罰される理由は、通説・判例によれば、業務者は人の生命・身体に対して危害を加えるおそれがある立場にあることから、このような危険を防止するため政策的に高度の注意義務を課す必要があるため（最判昭和26年6月7日刑集5巻7号1236頁参照）、と説明される（政策説）。業務者は重大な結果を招きやすいのだから、注意を怠った場合には重く処罰されることを予告して、より慎重な行動を促すということである。この他にも、業務者は注意能力が普通の人に比べて高いのだから、注意義務違反をした場合には違反の程度も高いため重く処罰される、などとも説明される（義務違反重大説）。
これに対して、重過失致死傷罪等による過失の各加重類型が整備された現在、業務概念の意味を解釈する作業は裁判所に実益のない努力を強いるものであり、また業務を冠することにより単純過失致死罪に比べて刑の加重類型とする理由を直ちに導き得るとは言えず、むしろこのような業務を理由とする加重類型の存することは、裁判所をして「余りにも喜ばしくない形式に堕せしめ、また実質上理由なき区別に没頭せしめた」との批判もある（最判昭和60年10月21日、補足意見）。

### 罪数
- 道路交通法上の酒酔い運転の罪と業務上過失致死罪は併合罪となる（最大判昭和49年5月29日刑集28巻4号114頁）。
- 業務者が一個の過失行為で数名を死亡させた場合、業務上過失致死罪の観念的競合となる（大判大正2年11月24日刑録19輯1326頁）。

## 交通事犯の特則
だんじりによる死傷事故は現在も業務上過失致死傷罪で処罰する規定となっている。
自動車（刑法の適用においてはオートバイおよび原動機付自転車も対象である）を運転して過失により人を死傷させた場合における、いわゆる交通事犯の特則については、数次の法改正を経ている。
- 2007年6月12日：「自動車運転過失致死傷罪」（当時刑法第211条第2項）を新設する改正法[4]が施行された。これにより従前は業務上過失致死傷罪を適用し（当時最終改正にて）5年以下の懲役若しくは禁錮又は100万円以下の罰金となっていたものが、罪名変更と、7年以下の懲役若しくは禁錮又は100万円以下の罰金に引き上げがなされた。
- 2014年5月20日に施行された「自動車の運転により人を死傷させる行為等の処罰に関する法律」により、刑法の関連規定が同法に移管されている。例えば、刑法の自動車運転過失致死傷罪は、自動車運転死傷行為処罰法の過失運転致死傷罪に変更された。危険運転致死傷罪も同法に移行して規定された。

### 危険運転致死傷罪
交通事犯については、業務上過失致死傷罪が適用されるのが一般的であるが、重大な結果を伴う悪質な交通事犯に対して厳罰を求める世論に配慮して危険運転致死傷罪が新設された（刑法第208条の2）。
同罪は、業務上過失致死傷罪（過失犯）の加重類型でありながら、危険運転という故意行為を行い死傷の結果が生じた場合を処罰するという故意犯（結果的加重犯）の形式をとっている。

### 過失運転致死傷罪
危険運転に当たらない悪質な交通事犯にも対応できるように、特別類型として自動車運転過失致死傷罪が新設された（ただし、構成要件上業務上であることが不要となったので、厳密には過失致死傷罪の特別類型ではあっても、業務上過失致死傷罪の特別類型ではない）。
すなわち、2007年5月17日成立の「刑法の一部を改正する法律」（平成19年法律第54号）によって、刑法211条2項が次のとおり改正され、自動車による交通死傷事件に対する法定刑が7年以下の懲役もしくは禁錮または100万円以下の罰金へと引き上げられた。施行は2007年6月12日で、この前日以前の交通事故については、自動車運転過失致死傷罪の新設にかかわらず、従来どおり業務上過失致死傷罪が適用になる。
その後、自動車運転過失致死傷罪は、2014年5月20日の自動車の運転により人を死傷させる行為等の処罰に関する法律の施行により、刑法から同法へと過失運転致死傷罪として移管された。

## 重過失致死傷罪
上述の定義に当てはまらず、業務上過失といえないような過失であっても、それに匹敵するような重大な過失（重過失）により死傷の結果を発生させた者については、業務上過失があった者と同様の罪責を問われる。何が重過失に当たるかは事案と社会通念に照らして判断されることになる。
下級審ではあるが、重過失致死傷罪の成立が認められた例として、自転車に乗って赤信号を見落とし、横断歩道上の歩行者の一団に突っ込んだ場合や、原因において自由な行為との関係で、病的酩酊の素質があり過去に度々飲酒酩酊に陥って犯罪を犯していたことを自覚していた者が、飲酒酩酊の上、人を傷害した場合などがある。
現行刑法典には、明治40年の制定当初以来、過失致死傷罪についてはその加重類型としての業務上過失致死傷罪の規定が存在していたが、重過失致死傷罪の規定はなく、やがて昭和22年の刑法改正により、過失致死傷罪についてその加重類型としての重過失致死傷罪に関する規定が同法211条後段に追加された。

## 刑事責任追及の問題点

### 鉄道・航空事故での刑事責任追及の問題点
日本では現在国土交通省の審議会の一つである運輸安全委員会が、鉄道事故・航空事故の原因究明、および今後の事故防止のために、必要な事故調査研究を行っている。しかし現行制度では、主に業務上過失致死傷罪の容疑による刑事捜査が優先されるため、個人責任の追及に晒された当事者や関係者は、被疑者・被告人に日本国憲法第38条で認められた黙秘権の行使を促すこととなり、事故原因の究明が妨げられ、鉄道・航空安全の向上に資する機会を失していると批判されている。実際、航空機のトラブルを調査する事故調査委員会の調査官は「証言が捜査や刑事裁判で不利に利用される恐れがある」として、乗員から証言拒否に遭う。
1985年（昭和60年）8月12日の日本航空123便墜落事故では、製造元のボーイングに日本の捜査官がアメリカ合衆国に渡航し、事情聴取を試みたものの、免責事項が無い日本の法律と、刑事責任の追及を懸念され、ボーイングや同社社員は聴取や証言を拒否し、アメリカ合衆国連邦政府も刑事責任追及の捜査に対しては協力しなかったため、事故調査報告書も、墜落機のトラブルに至る詳しい経緯には踏み込めなかった。
事故当時の運輸省次席航空事故調査官で、JAL123便事故調査報告書を執筆した藤原洋は、事故後30年経った2015年（平成27年）のインタビューにおいて「事故調査の目的は（処罰でなく）再発防止だ。調査を捜査に活用することが、本当に事故防止に役立つのか、真剣に考える時が来ているのではないか」と述べている。
しかし、日本の被害者・遺族は、事故の当事者に対する処罰感情が未だに強い。2000年（平成12年）3月8日に起きた営団日比谷線中目黒駅構内列車脱線衝突事故で、東京地方検察庁は、起訴は困難という結論に達し、被害者・遺族に対して理由を説明したが、「納得できない」「誰も責任を問われないなんておかしい」という声が挙がったり、説明に納得せず、厳しい処罰感情を露わにする人がいた。ある検察幹部は、日本では、被害者・遺族の徹底究明を望む気持ちを受けて、航空事故を捜査対象としてきたが、根本的な検討が必要になってきていると述べている。
2001年、静岡県焼津市上空で発生した日本航空ニアミス事故で、業務上過失傷害罪に問われた東京航空交通管制部の航空管制官2人に対し、2006年3月、東京地方裁判所は無罪を言い渡したが、事件を担当した東京地方検察庁検事の伊丹俊彦は判決を聞き、「指示を間違えた管制官が無罪なら、一体、誰に責任があったのか」と割り切れない気持ちを抱いた。100人が負傷した事実を重視する伊丹俊彦には、複雑な航空システムの不備にすり替えて済む事故ではないと思えてならなかった。
日航機乱高下事故で、判決時に名古屋地方検察庁の次席検事だった南部義広は無罪判決を受け、専門性が高い職業こそ、基本的なミスで重大な結果を生じさせたら刑事責任を問われるべき、判決は到底納得できないと述べている。
また、刑事捜査の際の証拠物件の押収も、また事故調による調査の妨げとなり、真の原因究明とは程遠い結果を招くとの批判がある。航空事故に関して、日本では事故調査の結果は、警察の捜査に活用される。旧運輸省は1972年（昭和47年）、警察庁との間で「事故調査委員会が警察から鑑定依頼を受けた場合は、鑑定を応じる」と定めた覚書を交わした。
そのため、事故調査機関の調査資料が刑事捜査資料として使われることがあり、国際民間航空条約に違反しているとの批判がある。1997年、三重県上空で発生した日航機乱高下事故で、2004年7月、名古屋地方裁判所は、判決の中で、事故調査委員会の報告書を刑事裁判の証拠にするのは、鑑定書に準ずるもので証拠能力があると肯定している。ただしアメリカ合衆国では、事故を起こした航空会社が司法による犯罪捜査から免責されているわけではない。また、個人に刑事責任を問わないのは、雇用者である航空会社が、個人の責任と補償を請け負うことが、そもそもの前提になっているからである。
アメリカ合衆国の航空事故調査は、アメリカ同時多発テロ事件の様に、アメリカ合衆国司法省長官が特別に事件性を認定した場合、NTSBが調査した後で、調査資料と事故捜査がFBIに移管され、司法機関が事件捜査を引き継ぐことはある。

### 医療過誤での刑事責任追及の問題点
医療過誤で、患者が死亡した事例に対して「自動車事故のように、単純に業務上過失致死傷罪に問うべきではない」との批判が、医師など医療従事者や一部の法曹から出ている。その論旨は、以下のようなものである。
医療訴訟は、個人責任追及が主眼となりがちで、事故調査機関での例と同様に、真実の追求を妨げられ、医療機関や医療制度そのものの問題点の分析が疎かとなり、医療の安全性向上への取組みや、実効的な改善施策の継続がなおざりになる。
ジャーナリストの藤代裕之は、医療過誤が発生すると報道機関は社会部が中心となって取材をするが、取材対象は、主に被害者・警察・検察であり、医師に対しては「人命第一」「社会的責任」といったバイアスがかかることなどから、記事は被害者寄りの情緒的な物になりがちだと指摘している。
このことが、警察や検察に無理な捜査を強いているのではないかという意見がある。したがって、単純ミスを引き起こした背後要因の改善が期待できず、いくら特定の医療従事者個人の責任を追及し厳罰に処しても、ヒューマンエラーは減少しないとの指摘がある。
一方で、東京地方検察庁で薬害エイズ事件の刑事裁判を担当し、医療事故の捜査に詳しい検事の青沼隆之は「医療事故は非常に立証が難しいが、事故が起きた時の原因や責任を追及する体制が整っていない現状で、悪質な過誤やカルテの改竄を前に、検察庁が手をこまねいている訳には行かない」と述べている。

## 世界での事例
韓国では業務上の過失は刑事責任を問われ、2003年2月18日に発生した大邱地下鉄放火事件では事件での対応が不十分だったとして運転士と指令センター職員が業務上重過失致死傷容疑で逮捕・起訴された。
イタリアでは2009年にラクイラ地震などの地震予測を外したとして安全宣言を出したイタリア地震委員会の委員会メンバー7人が過失致死の罪に問われ一審で全員に求刑を上回る禁固6年（求刑禁固4年）が言い渡され物議をかもした。（2審では1人を除いて6人に無罪。1人には執行猶予の付いた禁固刑を言い渡された）